# Mormodes pabstiana
Mormodes pabstiana là một loài thực vật có hoa trong họ Lan. Loài này được J.Cardeñas, A.Ramírez & S.Rosillo mô tả khoa học đầu tiên năm 1983.